# Il ramo d'oro
(James Frazer, Il ramo d'oro)
Il ramo d'oro. Studio sulla magia e la religione (The Golden Bough: A Study in Comparative Religion nella prima edizione, The Golden Bough: A Study in Magic and Religion nella seconda) è un saggio scritto dall'antropologo James George Frazer, pubblicato inizialmente nel 1890 e poi ripetutamente ampliato fino alla stesura definitiva del 1915. In questo voluminoso libro, l'autore si occupa di studi sulle culture allora cosiddette primitive, tra loro correlate grazie al filo conduttore della teoria evoluzionistica della storia.

## Contenuto dell'opera
Il titolo deriva da un curioso intreccio di due narrazioni molto diverse tra loro, visto che una è mitologica e tratta dall'episodio della Sibilla che consigliò ad Enea di procurarsi un ramo d'oro, prima di discendere nell'Ade, per consentirgli di ritornare dagli Inferi; l'altra invece è una vicenda protostorica e riguarda il rito dell'uccisione dei re nel bosco di Nemi. Frazer analizza le origini di ogni uso, costume, rito, considerando le pratiche religiose e magiche, le superstizioni, i miti attuali e antichi di tutto il mondo.
È da notare la presenza di due versioni dell'opera: una maggiore completa di ricche notazioni, e una minore, sintesi della precedente e priva delle annotazioni che, peraltro, secondo l'Encyclopædia Britannica erano spesso inesatte e di seconda mano.
L'opera si può suddividere in due principali sezioni: la prima si intitola "Re maghi e dèi morituri", e descrive le varie vicende di re sacri, eliminati per rito tradizionale, soprattutto in popolazioni la cui cultura è ancora impregnata e influenzata dalle usanze e dalle necessità agricole. Le ambientazioni sono per lo più tratte dalla mitologia classica e dalle religioni africane. Tra le tematiche affrontate da Frazer vi è una teoria sulle strutture della magia, sul culto della natura e degli alberi, sull'origine e diffusione dei tabù, oltre alla riscoperta di numerosi personaggi classici, quali Osiride, Adone, Attis, Demetra, Dioniso, messi in relazione ad una divinità della terra, della morte e della rinascita stagionale.
La seconda parte del volume presenta un maggior numero di tematiche folkloriche, approfondisce le caratteristiche ed il senso dei riti sacrificali, dei riti espiatori, dell'espulsione del male e del capro espiatorio.
L'autore utilizza il metodo di comparativismo estremo, che gli consente di mettere sullo stesso piano un testo medioevale, un rito indiano e un'usanza scozzese, ottenuti con informazioni di seconda mano dai viaggiatori. Frazer attua quindi una formidabile analisi di elementi separati, non curando eccessivamente l'integrazione culturale.
Il libro inizia con alcuni capitoli dedicati alla dimensione magica-spirituale. L'autore non si limita a descrivere alcuni episodi, inerenti alla materia, raccolti in varie parti del mondo, ma elabora un modello di spiegazione sui princìpi della magia, retto da alcune leggi fondamentali, come quella della similarità, in base alla quale il simile genera il simile, su cui si fonda la magia omeopatica; invece la magia contagiosa è basata sulla legge di contatto che prevede il proseguimento degli effetti scatenati da un contatto reciproco, anche ad una certa distanza. Entrambe le correnti magiche, secondo Frazer appartengono alla grande categoria della magia simpatica, poiché presuppongono una interazione a distanza. Nelle pagine seguenti, Frazer, descrive come si possano conciliare, accostare e sovrapporre la magia e la religione, o per lo meno quanto della sfera magica venga poi ripreso, simbolicamente e non, nei riti religiosi relativi a fasi di sviluppo successive; inoltre si sofferma sull'esercizio dei poteri magici sui fenomeni atmosferici da controllare, quali possono essere la pioggia, il vento, la siccità, l'alternanza delle stagioni, le fasi della luna, il cammino quotidiano e periodico del sole.
Tra gli argomenti toccati dall'autore nella ultima parte del volume vi è anche quello concernente l'anima, intesa come entità materiale, concreta, conservabile all'interno di un recipiente e capace di garantire la salute e la vita dell'essere umano che la ospita abitualmente: perciò, al fine di preservare l'anima, e quindi il corpo, da danni e malattie, vigeva l'abitudine di nascondere l'anima all'esterno del corpo umano ancora in vita, per poi riprendersela una volta passato il pericolo.

## Edizioni italiane
- James Frazer, Il ramo d'oro. Storia del pensiero primitivo: magia e religione (3 volumi), collana Le conquiste del pensiero, traduzione di Lauro De Bosis, n. 1, Roma, Alberto Stock Editore, 1925, ISBN non esistente.
- James Frazer, Il ramo d'oro. Studio della magia e della religione (2 volumi), collana Collezione di studi religiosi, etnologici e psicologici, traduzione di Lauro De Bosis, n. 14, Torino, Einaudi, 1950, ISBN non esistente.
- James Frazer, Il ramo d'oro, collana Biblioteca di cultura scientifica. Serie viola: L'uomo, traduzione di Lauro De Bosis, prefazione di Giuseppe Cocchiara, vol. unico, Torino, Boringhieri, 1964, ISBN non esistente.
- James Frazer, Il ramo d'oro, collana Universale scientifica, traduzione di Lauro De Bosis, prefazione di Giuseppe Cocchiara, vol. (tre volumi), Torino, Boringhieri, 1965, ISBN non esistente.
- James Frazer, Il ramo d'oro (2 volumi), traduzione di Lauro De Bosis, Bergamo, Euroclub, 1986.
- James Frazer, Il ramo d'oro. Studio sulla magia e la religione, collana Gli archi, traduzione di Lauro De Bosis, introduzione di Mary Douglas tradotta da Paola Sacchi, Torino, Bollati Boringhieri, 1990, ISBN 9788833905532, [Edizione ridotta dall'autore. London, Macmillan, 1922].
- James Frazer, Il ramo d'oro. Studio sulla magia e la religione (2 volumi), traduzione di Lauro De Bosis, Milano, Club degli Editori, 1990.
- James Frazer, Il ramo d'oro. Studio sulla magia e la religione, collana I Mammut, traduzione di Nicoletta Rosati Bizzotto, introduzione di Alfonso Maria Di Nola, n. 6, Roma, Newton Compton, 1992, ISBN 888289021X.